# Miyako-jima
Miyako-jima (japanisch 宮古島; alter Name der Insel: Typinsan) ist eine japanische Insel mit einer Fläche von 158,87 km².

## Übersicht
Miyakojima ist die Hauptinsel der Miyako-Inseln, der östlichen Hälfte der Sakishima-Inseln, und viertgrößte Insel in der Präfektur Okinawa. Die Entfernung zu den Yaeyama-Inseln im Südwesten beträgt etwa 250 Kilometer, zur Hauptinsel Okinawa der gleichnamigen Präfektur rund 300 Kilometer. Die Küstenlänge beträgt 117,5 Kilometer.
Miyakojima ist auch der Name der einzigen Stadt auf der Insel. Sie wurde aus den fünf vorhandenen Gemeinden zusammengefasst und hatte Stand 1. März 2021 52.390 Einwohner. Die Gemeinde erstreckt sich auch über die Nachbarinseln. Ihr Name ist nicht zu verwechseln mit dem der Stadt Miyako in der Präfektur Iwate im Norden Japans.

## Topographie
Die flache Insel (die höchste Erhebung beträgt 114,8 m) mit der ungefähren Gestalt eines gleichschenkligen Dreiecks besteht aus Kalkstein. Die Insel durchqueren keine Bäche, doch führt das Gestein Süßwasser. Die Ostküste ist dabei von Steilklippen geprägt, während die Westküste flach ist.

## Klima
In den Sommermonaten liegen die Tagestemperaturen um 30 °C, in den Wintermonaten um 20 °C. Dementsprechend herrscht ein subtropisch-ozeanisches Klima vor.
Wie alle Ryūkyū-Inseln wird auch Miyakojima von Mai bis September oft von Taifunen heimgesucht.

|                       | Jan | Feb | Mär | Apr | Mai | Jun | Jul | Aug | Sep | Okt | Nov | Dez |   |      |
| Mittl. Tagesmax. (°C) | 20  | 20  | 23  | 25  | 27  | 30  | 31  | 31  | 30  | 28  | 25  | 22  | ⌀ | 26   |
| Mittl. Tagesmin. (°C) | 16  | 16  | 17  | 20  | 23  | 25  | 26  | 26  | 25  | 23  | 20  | 18  | ⌀ | 21,3 |
|                       |     |     |     |     |     |     |     |     |     |     |     |     |   |      |
| Niederschlag (mm)     | 145 | 138 | 132 | 175 | 209 | 177 | 138 | 252 | 204 | 174 | 139 | 136 | Σ | 2019 |

| 16 |

| 16 |

| 17 |

| 20 |

| 23 |

| 25 |

| 26 |

| 26 |

| 25 |

| 23 |

| 20 |

| 18 |

| 16 |

| 16 |

| 17 |

| 20 |

| 23 |

| 25 |

| 26 |

| 26 |

| 25 |

| 23 |

| 20 |

| 18 |

## Wirtschaft
Die Insel lebt seit Alters her vom Zuckerrohranbau und Fischfang (Katsuo, Echter Bonito).
Heutzutage stellt der Tourismus die Haupteinnahmequelle dar. Sandstrände, einige Hotels, stilvolle gastronomische Einrichtungen und Andenkenläden für hiesige Töpferei (Miyako-yaki) machen die Insel nicht zuletzt bei jüngeren Japanern zu einem beliebten Ferienziel.

## Kultur
Die Miyako-Sprache gehört zu den Ryūkyū-Sprachen.
Beim Pāntu-Fest (パーントゥ) im neunten Monat des alten Mondkalenders gehen drei mit Erde und Schlamm bedeckte Männer mit Stock und Holzmaske um und beschmieren auf ihrem Weg Menschen, Häuser, Maschinen etc. Diese „Schlammzeichen“ verheißen Schutz im kommenden Jahr.

## Militarisierung
Eine Militarisierung der Region fand in jüngerer Zeit in größerem Ausmaß statt. Die Insel liegt auf halber Strecke zwischen Taiwan und Okinawa, einem wichtigen Militärstützpunkt der USA. Es gibt einen zivilen Flughafen mit einer 2.000 m langen Start- und Landebahn. Eine Garnison der japanischen Selbstverteidigungsstreitkräfte, Anti-Schiffsraketen vom Type 12 surface-to-ship missile (SSM) und Typ 03 Chū-SAM sind seit 2021 und eine Batterie von Boden-Luft-Raketen vom Typ MIM-104 Patriot seit Mai 2023 auf der Insel stationiert. Dies führte zu Spannungen mit China.

## Sehenswürdigkeiten
Besonders sehenswert sind die östliche Spitze der Insel, Higashi-Hennazaki (東平安名崎), und die nordwestliche Spitze, Nishi-Hennazaki (西平安名崎), unweit derer seit 1992 eine 1425 m lange Brücke über seichtes Wasser zur vorgelagerten Insel Ikemajima (池間島) führt.

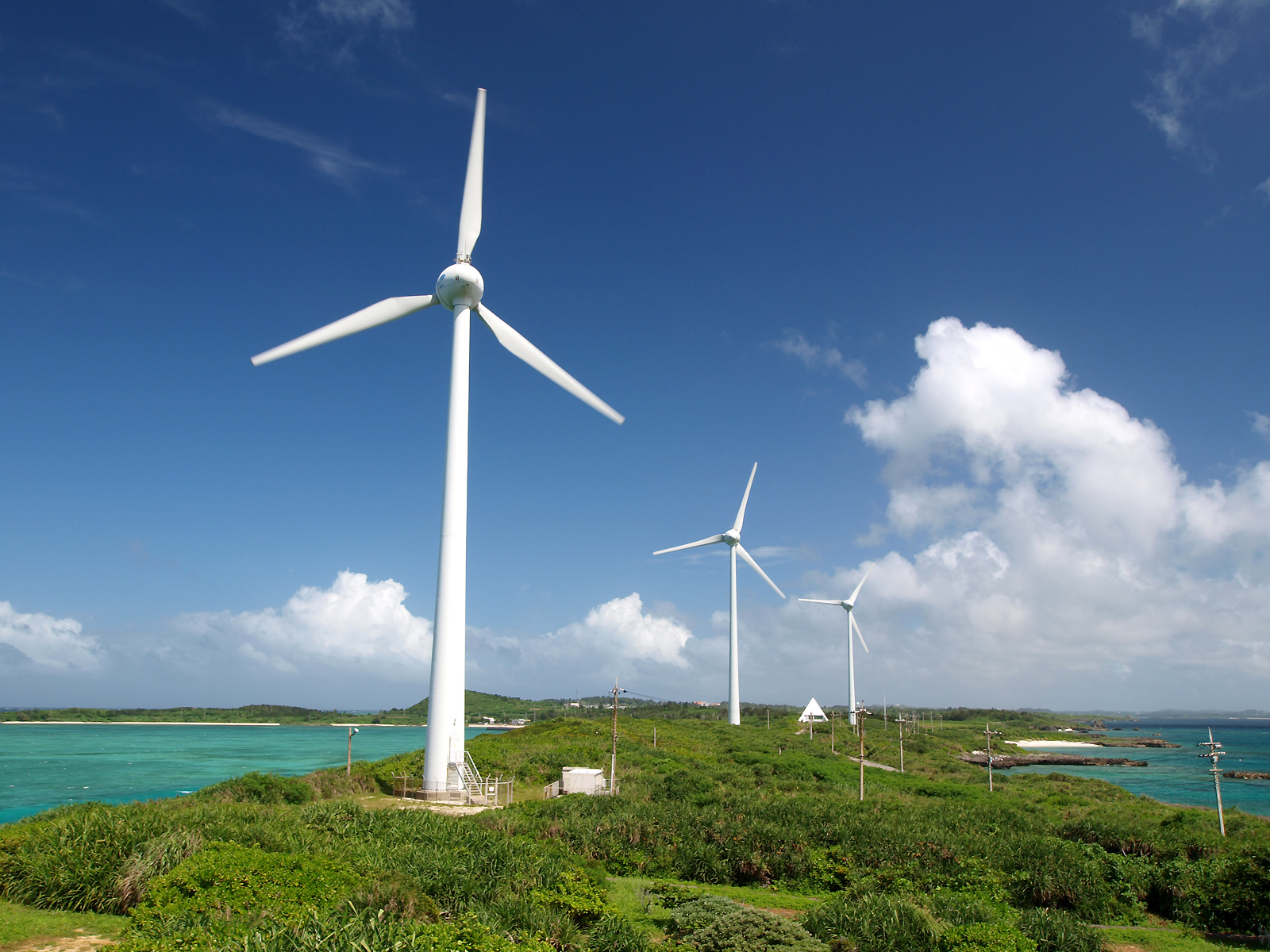
Windkraftwerke
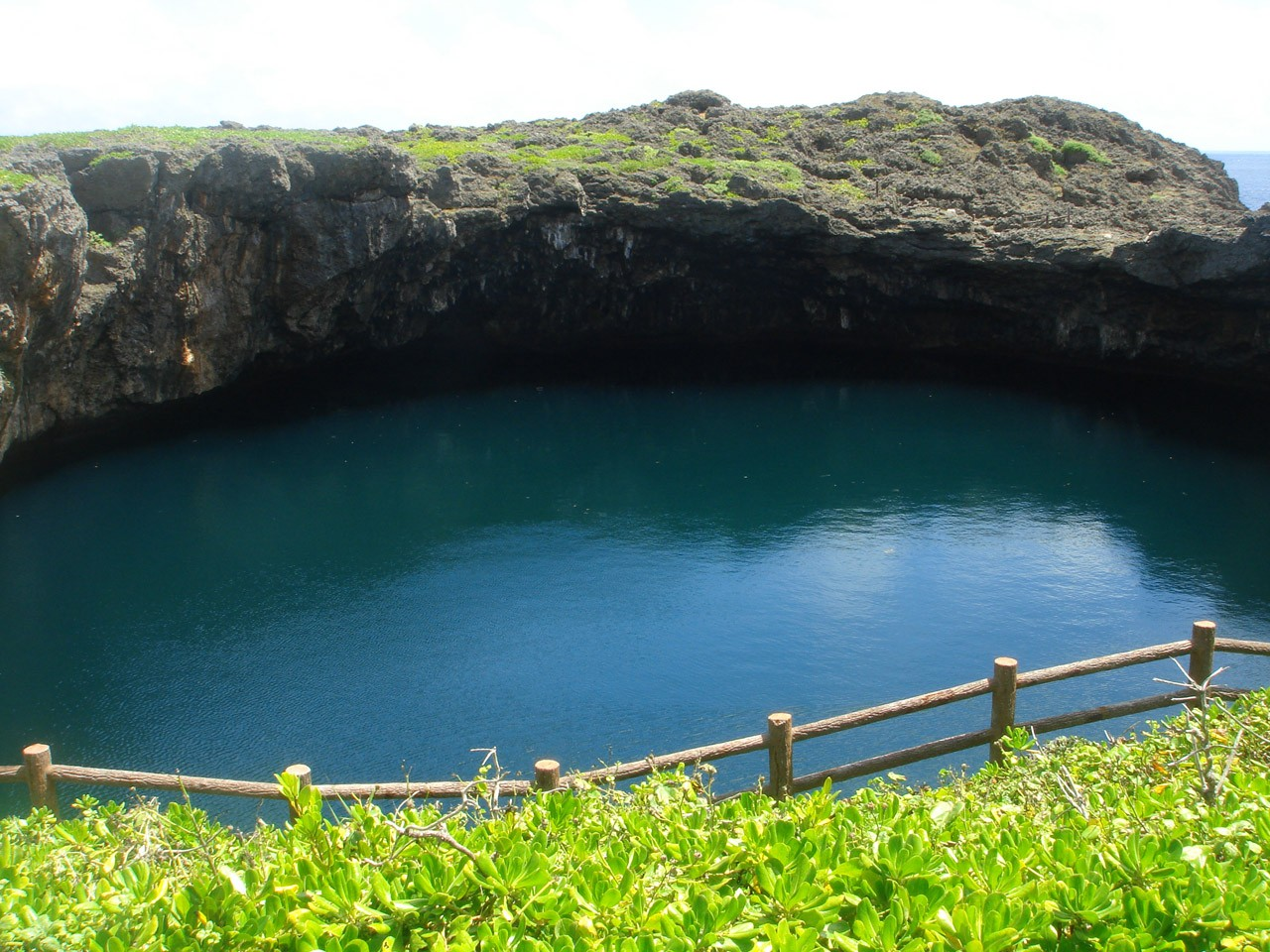
Toriike
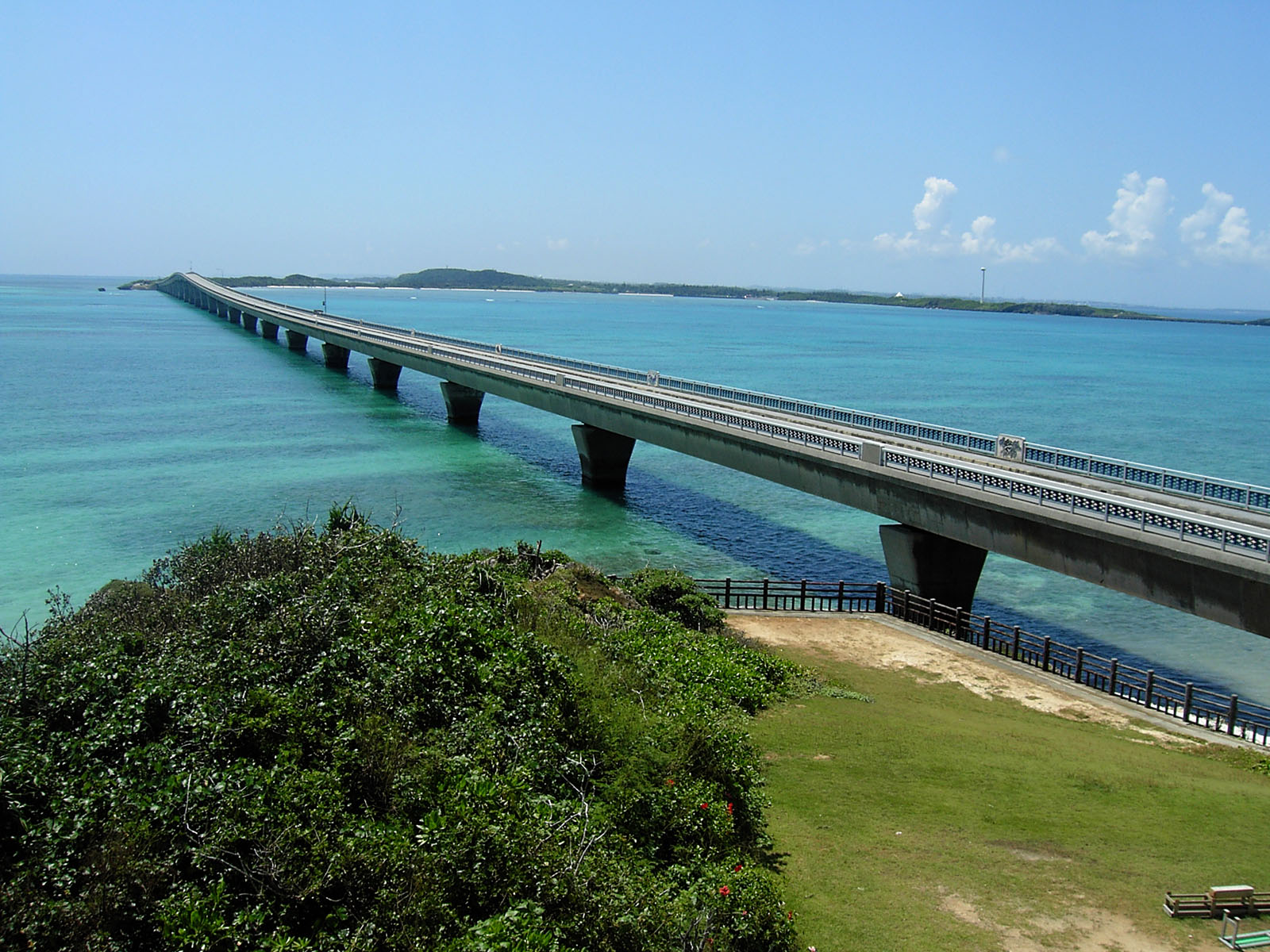
Ikema Brücke
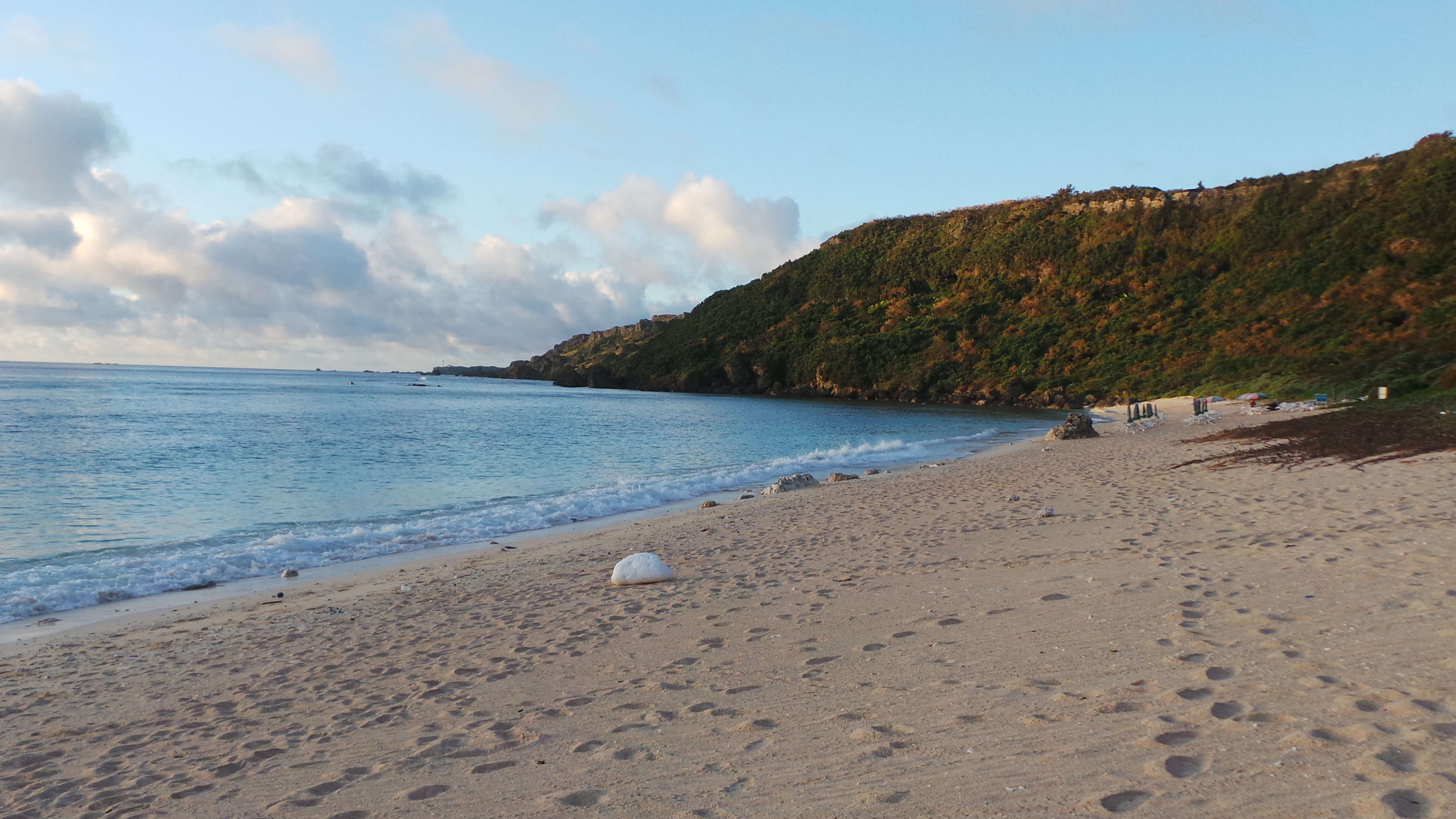
Yoshino Beach
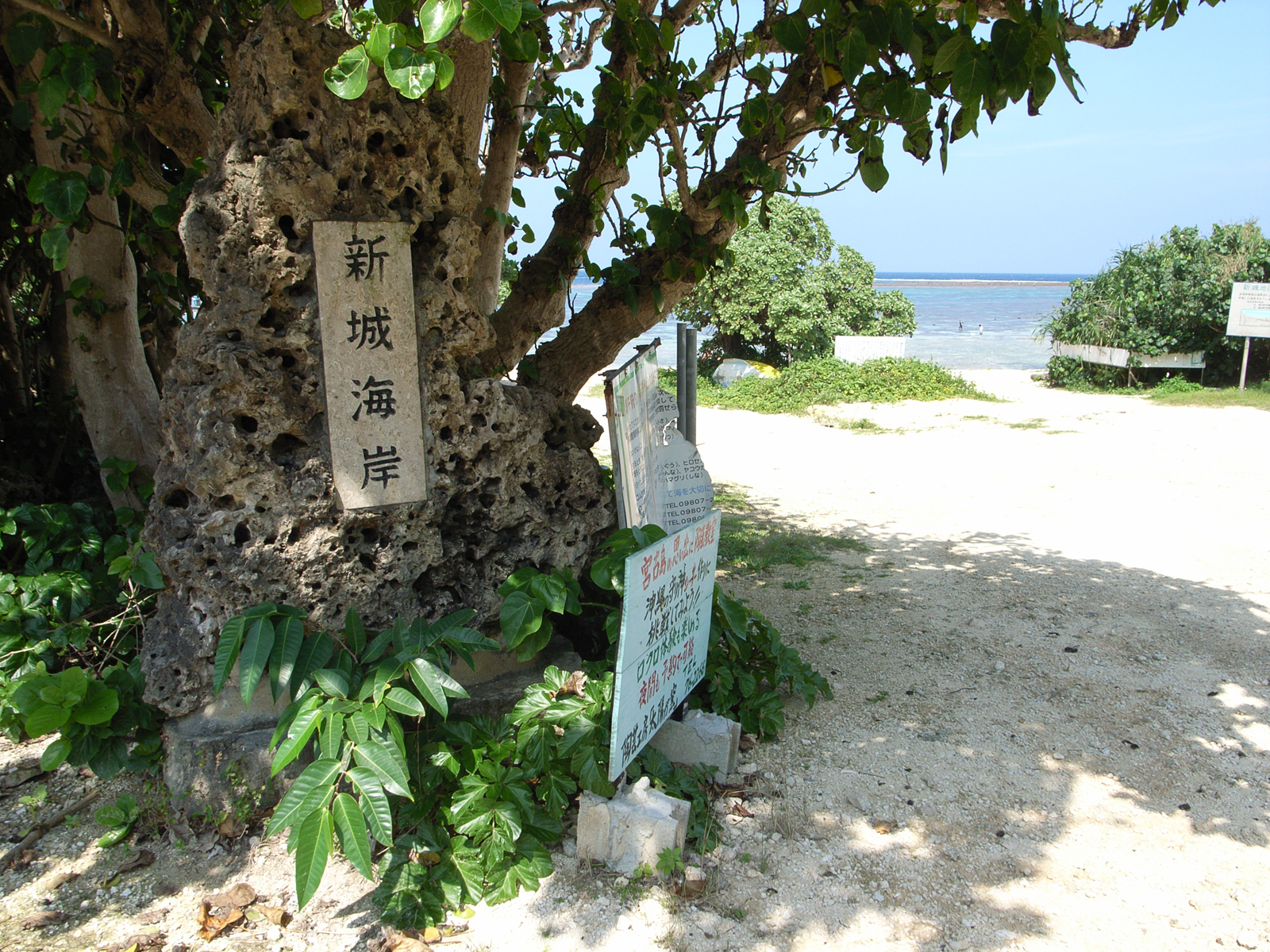
Aragusuku Beach
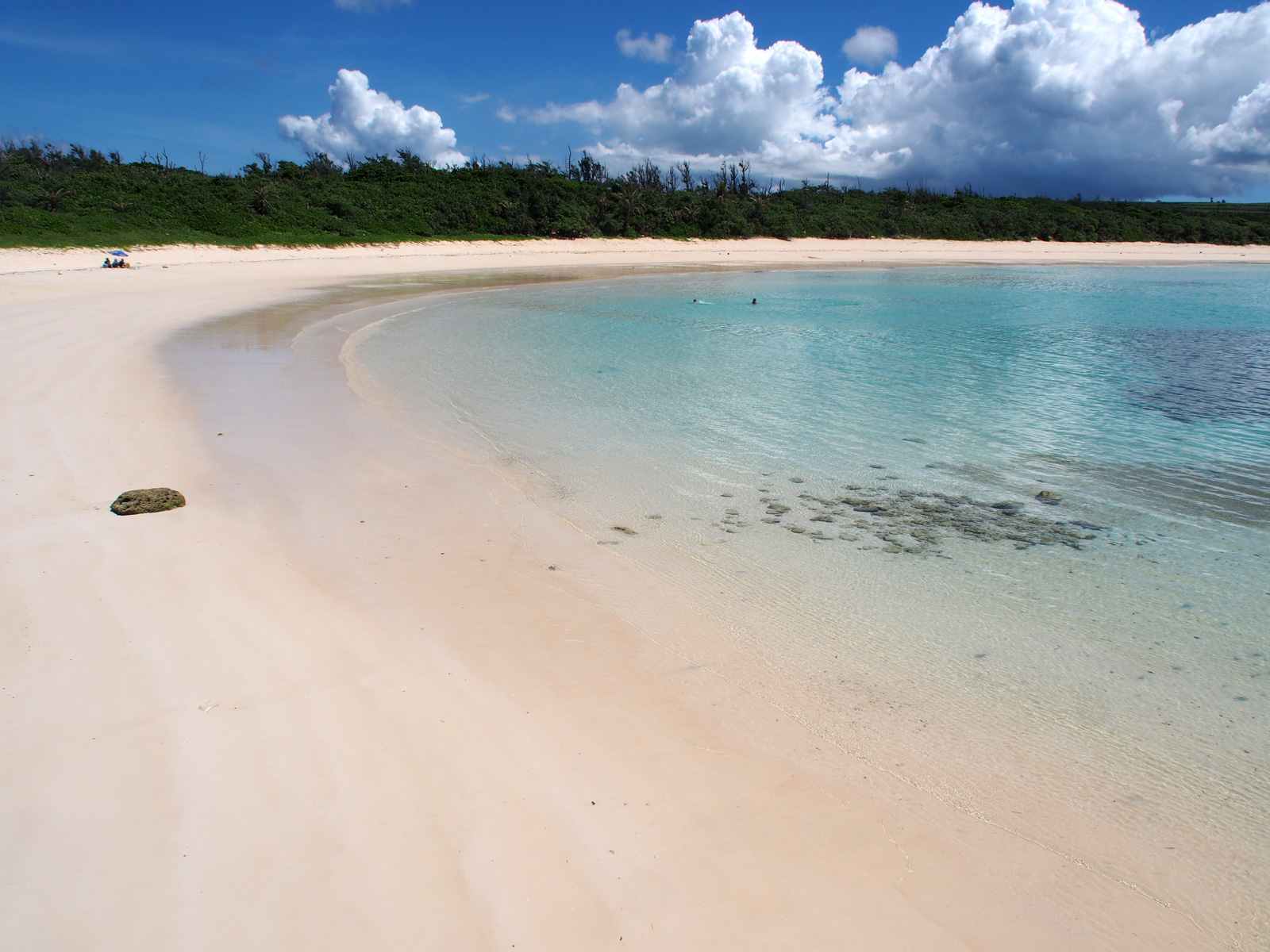
Toguchi no Hama Beach
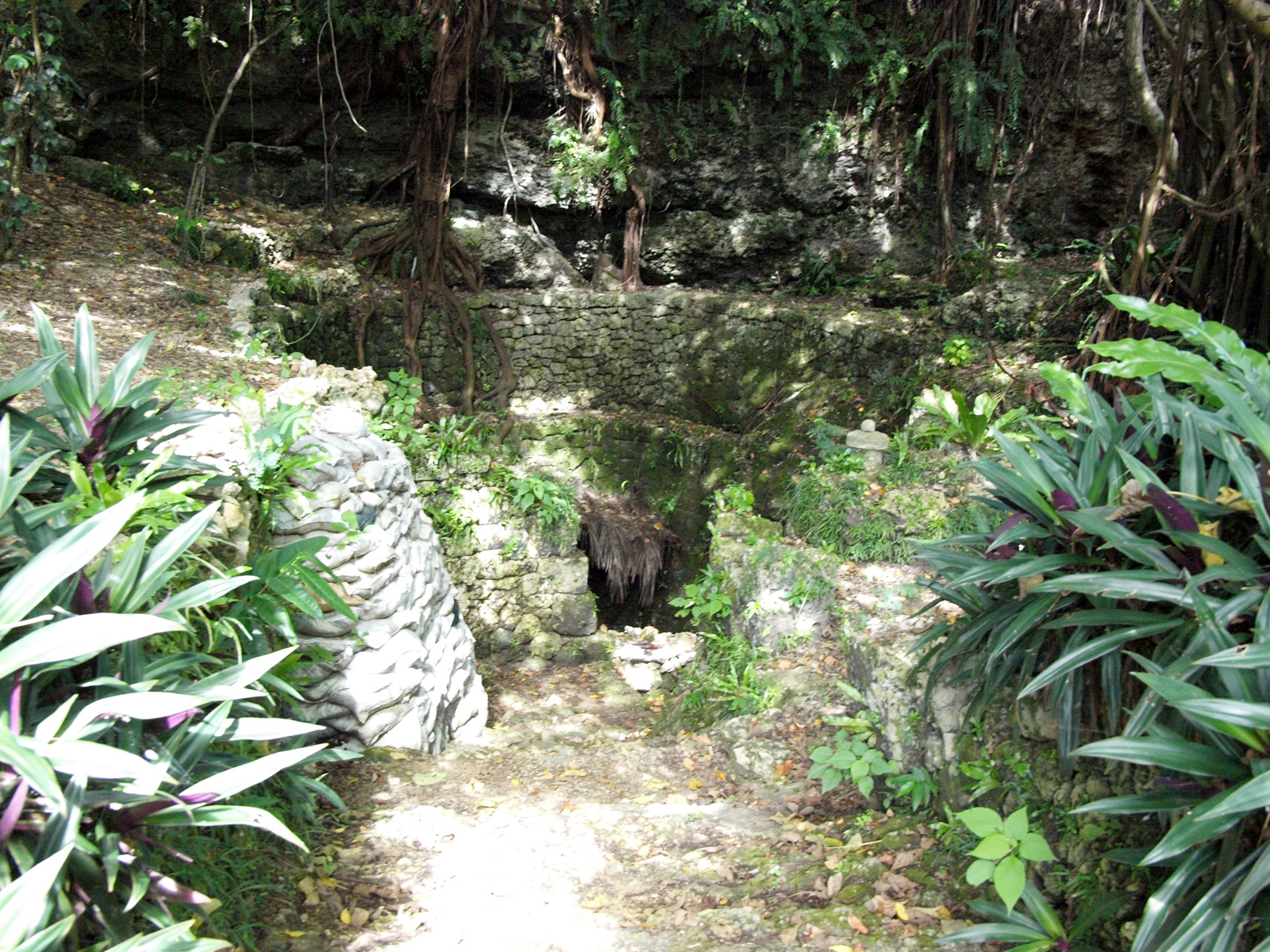
Miyako yamato ga
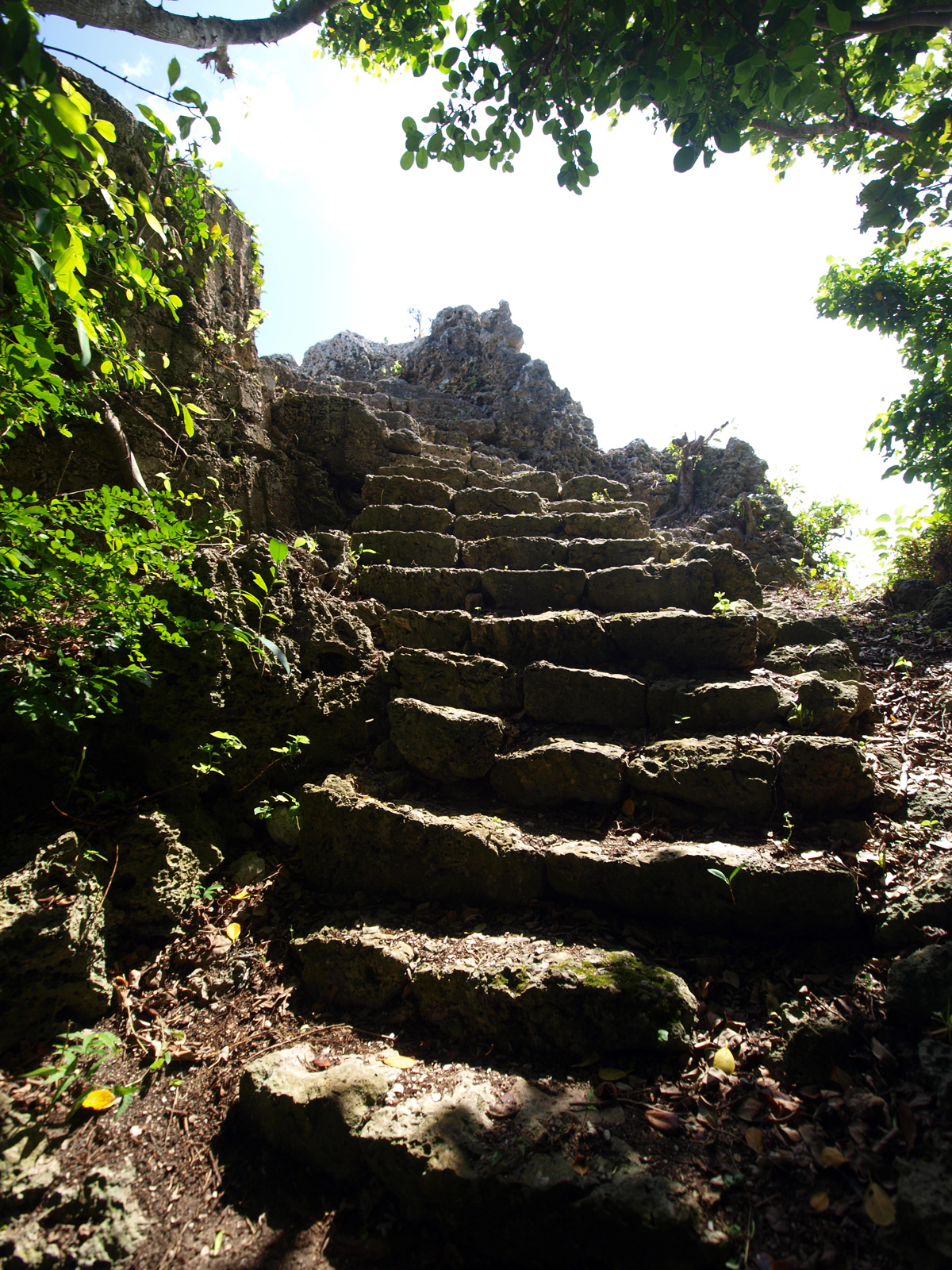
Ikema tohmi
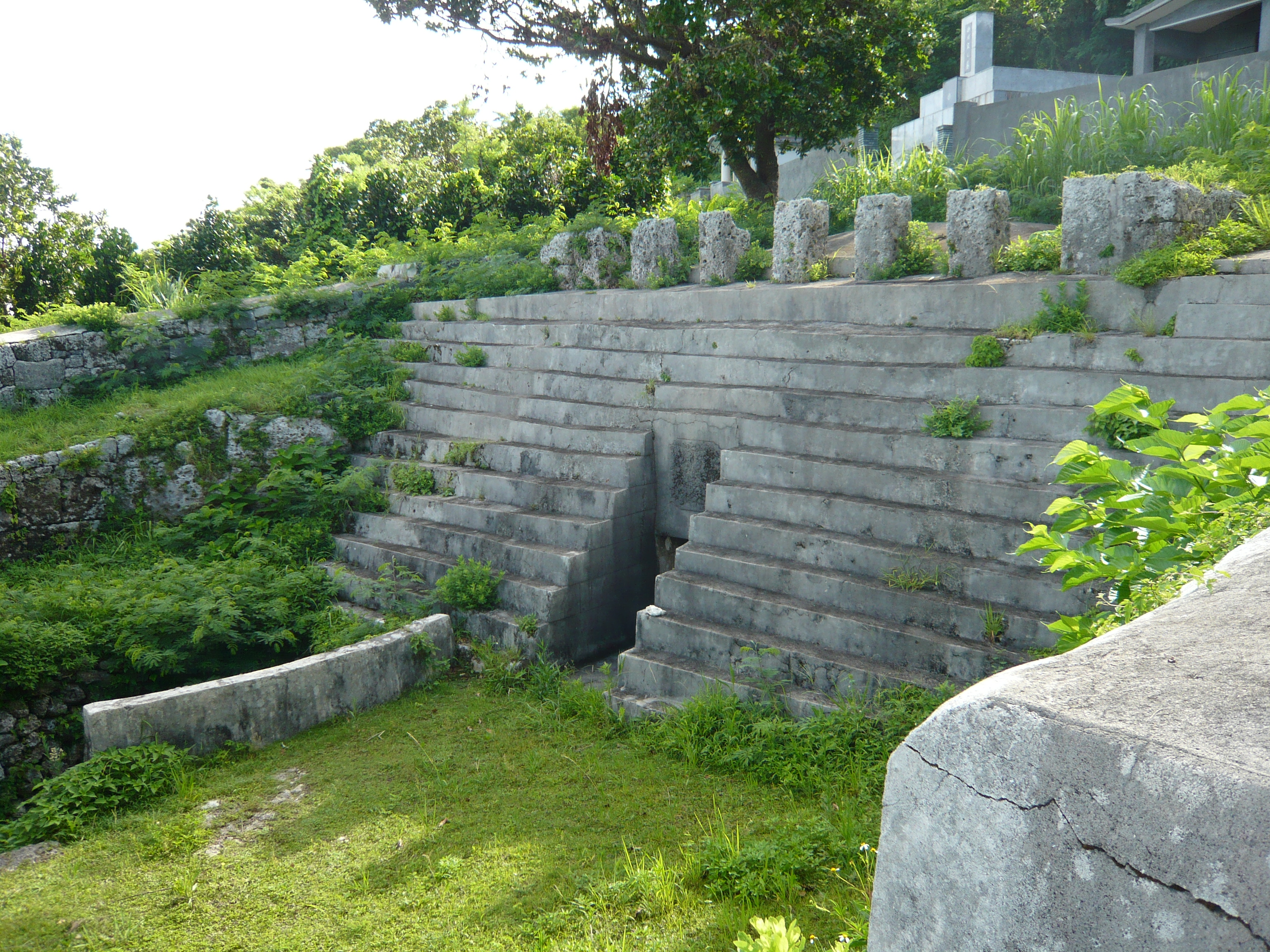
Nakasone tyumiya tomb
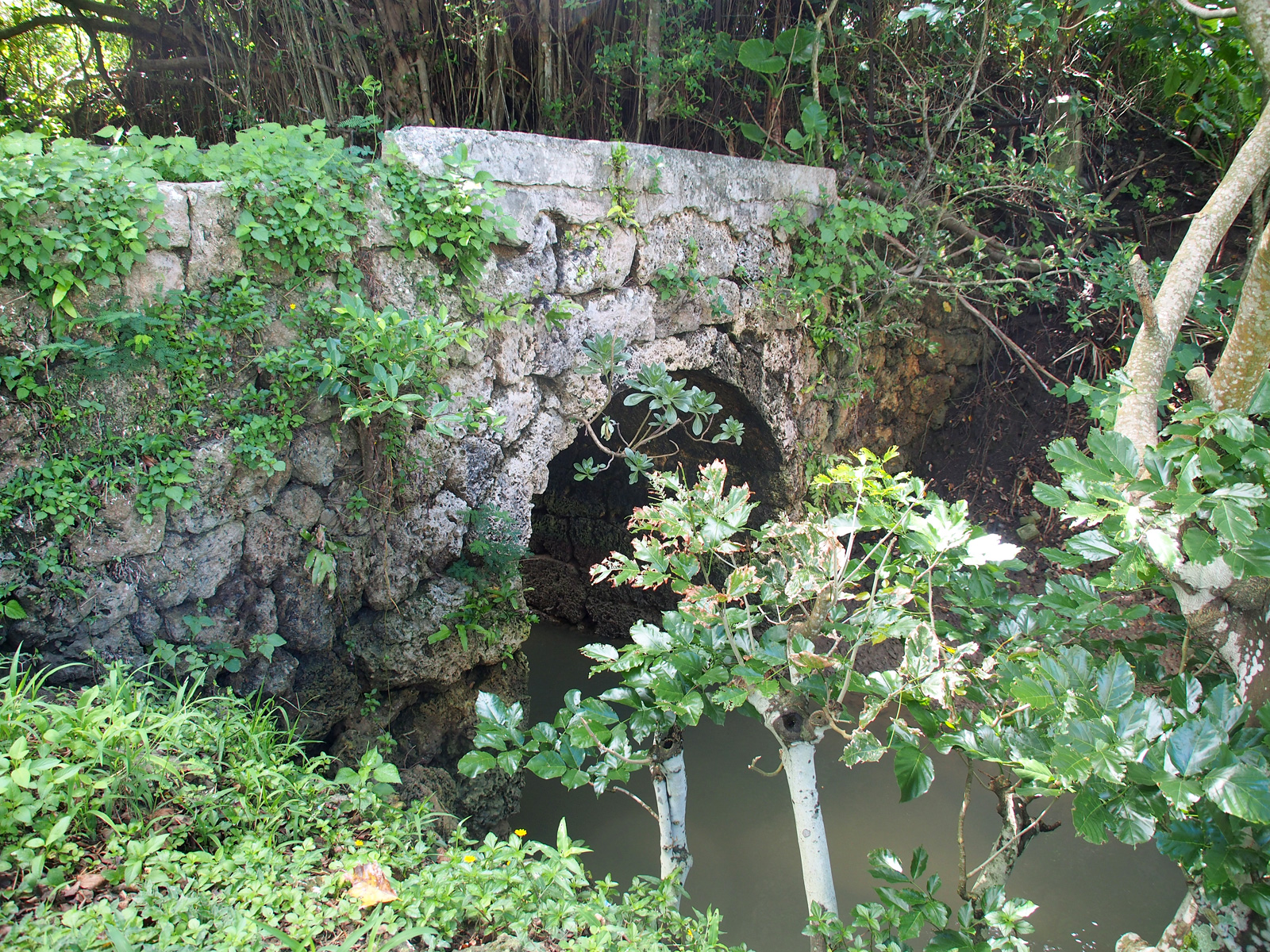
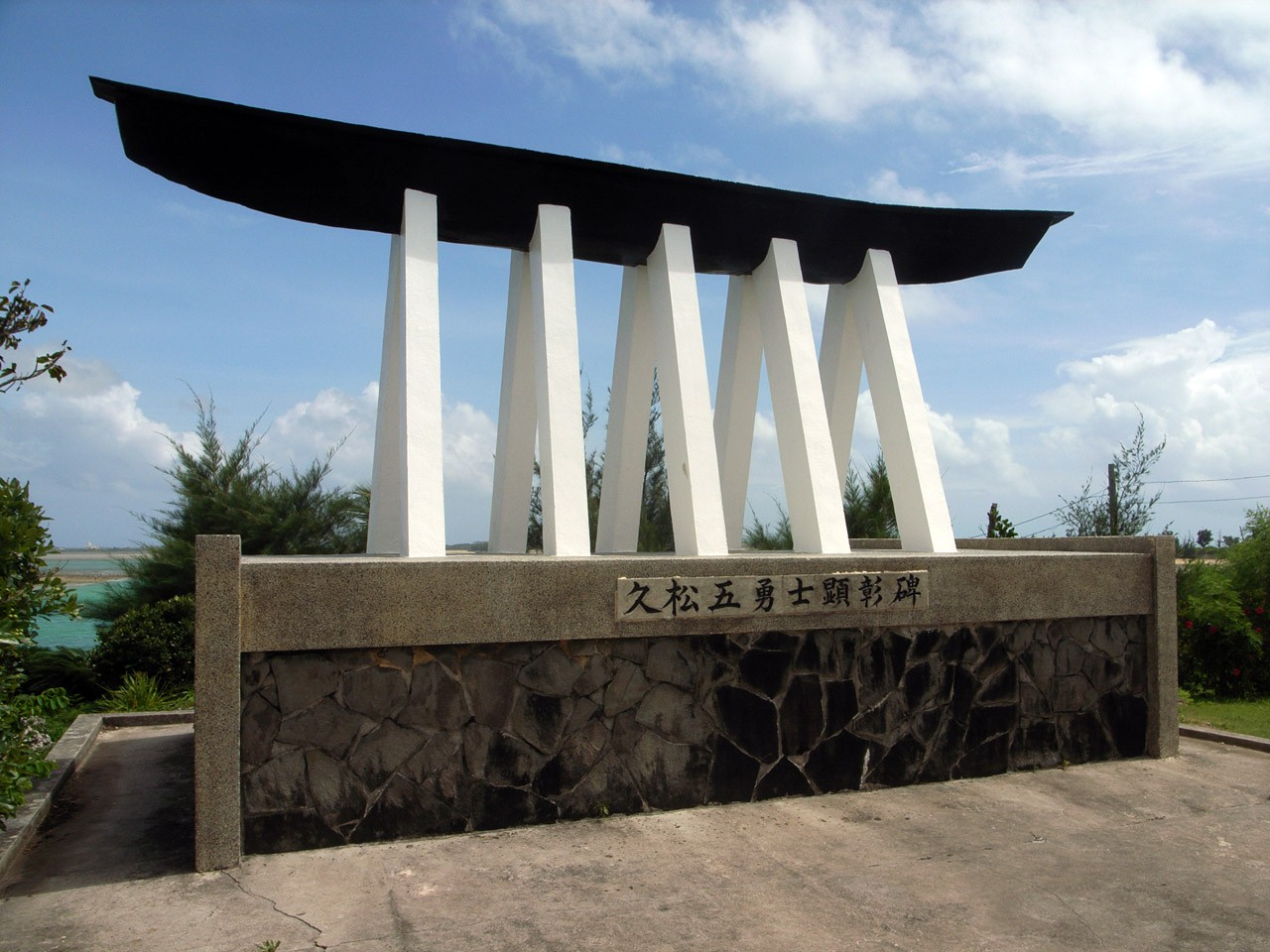
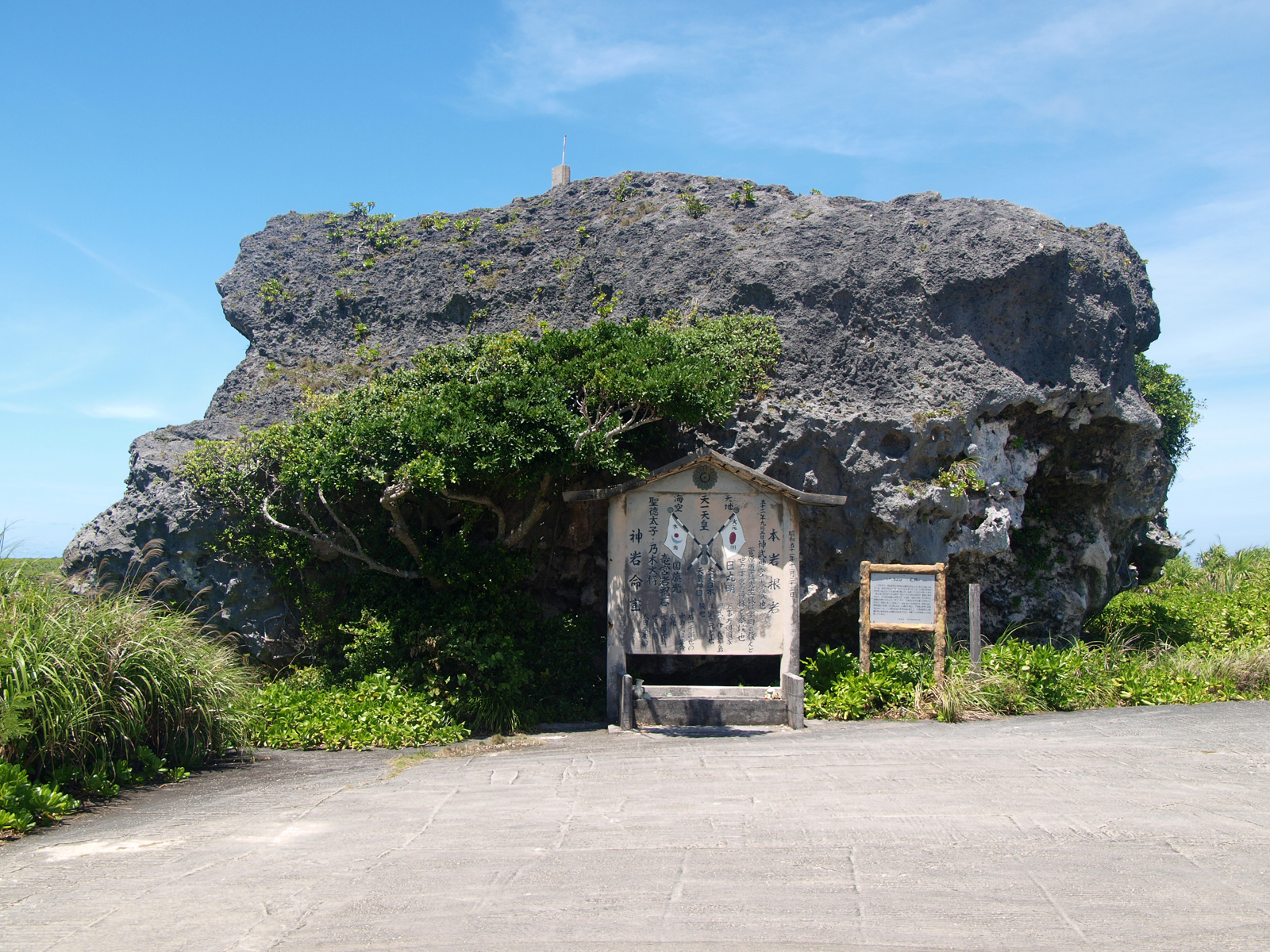
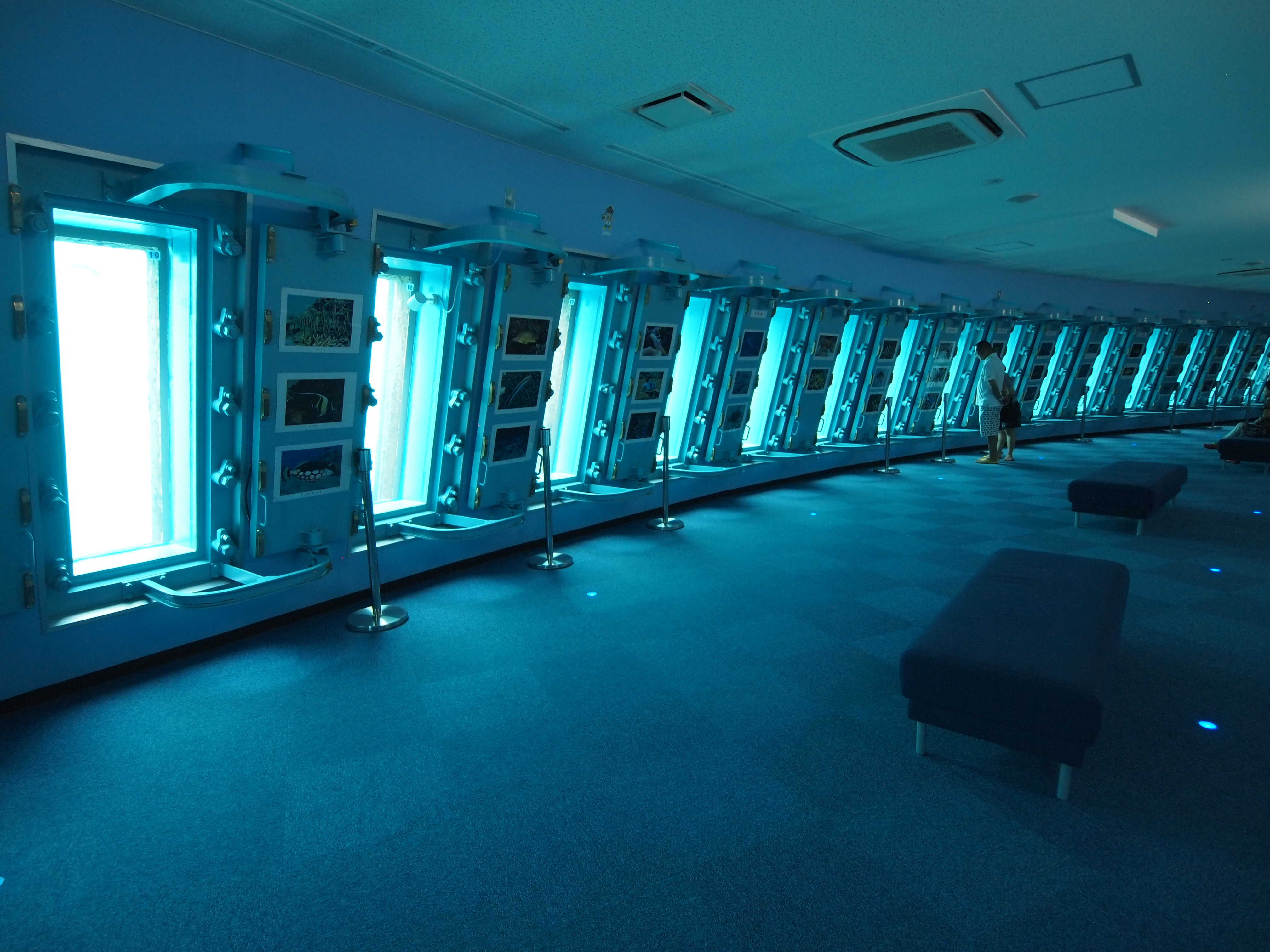

### Deutscher Themenpark
Am 11. Juli 1873 strandete der deutsche Schoner R. J. Robertson auf einer Reise von Fuzhou (China, Teehandel) während eines Taifuns am Riff vor dem Dorf Ueno. Einige Bewohner setzten bei hohem Wellengang in kleinen Sabani-Booten aus und konnten acht Besatzungsmitglieder retten. Nach gut einmonatigem Aufenthalt traten die sechs Seeleute, der chinesische Koch und der chinesische Kajütjunge die Weiterreise nach Keelung (Taiwan) an. Als Fahrzeug diente eine Dschunke, die Kapitän Hernsheim vom höchsten Mandarin der Okinawa-Inseln (damals: Loochow-Inseln) übereignet worden war. Der damalige deutsche Kaiser Wilhelm I. bedankte sich für die mutige, menschenfreundliche Tat mit einer Gedenkstele, die noch heute im Hafen von Hirara steht. Die Inschrift der 1876 aufgestellten Stele ist auf Deutsch und Chinesisch, da die Insel unter chinesischem Einfluss stand, bis sie 1879 der Präfektur Okinawa zugeschlagen wurde.

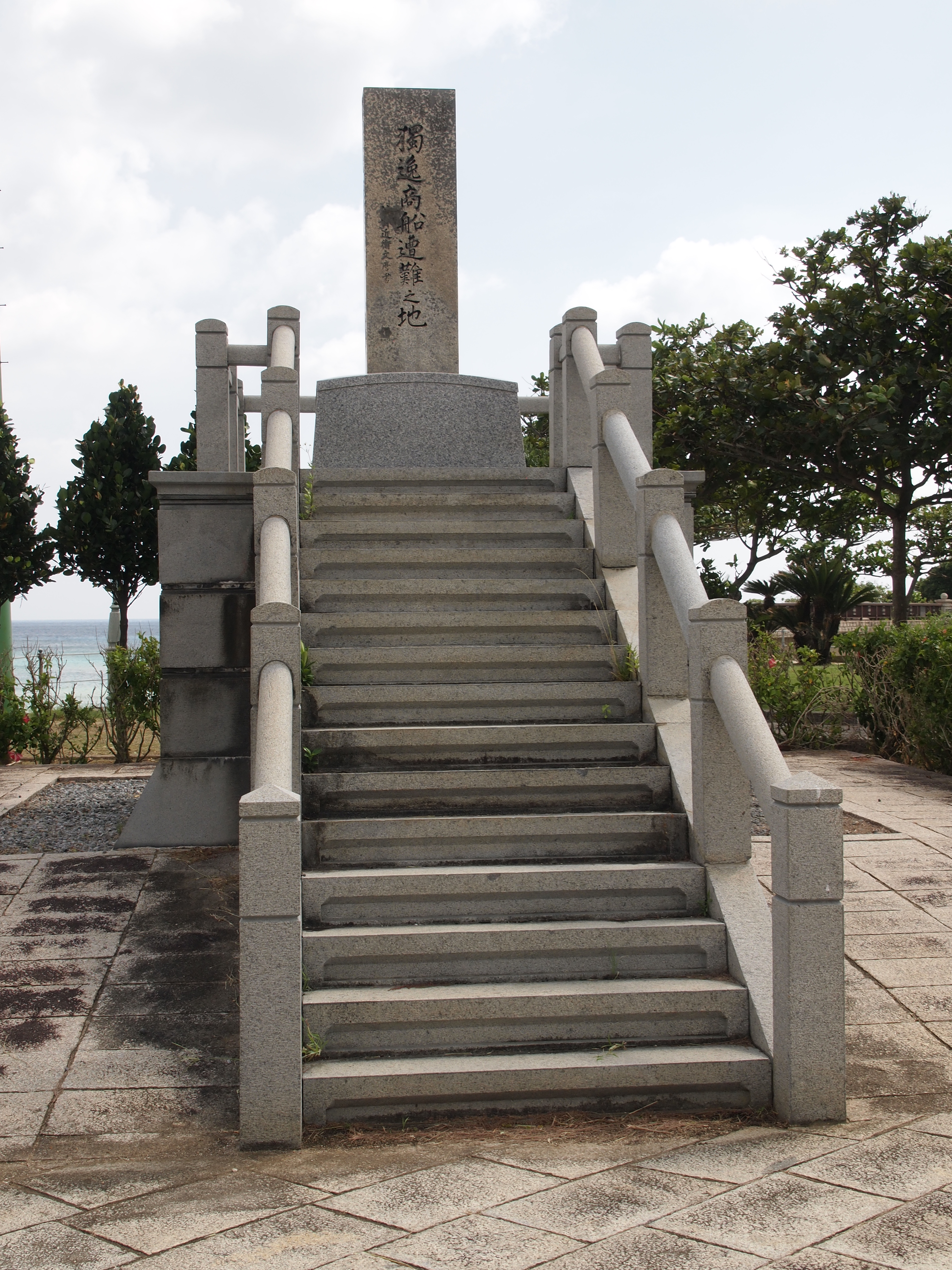
Das 1936 mit Ausblick zum Strandungsort errichtete Denkmal

Nach dem Tagebuch des Kapitäns Eduard Hernsheim wurde 1873 (2. A. 1881) das Buch Der Untergang des Deutschen Schooners "R.J. Robertson" und die Aufnahme der Schiffbrüchigen auf der Insel "Typinsan" veröffentlicht. Seit 1936, als die 60-Jahr-Feier der Denkmalsenthüllung den Gedenkstein zu einem Symbol der deutsch-japanischen Freundschaft (博愛記念碑 hakuai kinenhi, dt. Gedenkstein der Menschenliebe) machte, bestehen Beziehungen zwischen der Insel und Deutschland.
Der deutsche Name für die Insel Typinsan wurde im 18. Jahrhundert in Anlehnung an den chinesischen Namen Taiping Shan (chinesisch 太平山) geformt. Der gleichnamige Gedichtband des deutschen Dichters Alexander Freud entstand auf Typinsan.
Anlässlich dieser Vorgeschichte wurde 1995 in Ueno der Themenpark Deutsches Kulturdorf Ueno (うえのドイツ文化村 Ueno doitsu bunkamura) erbaut. Neben verschiedenen Attraktionen wie einem Kinderhaus, Originalstücken der Berliner Mauer und einem Palais im Stil des 18. Jahrhunderts ragt auch eine mittelalterliche deutsche Burg in den subtropischen Himmel: Die am Mittelrhein gelegene Marksburg wurde, nachdem ihr Besitzer einem Verkauf, Abtransport und Wiederaufbau auf Miyakojima nicht zustimmte, mit dessen Unterstützung Ende der 1990er-Jahre originalgetreu nachgebaut und steht nun über dem Korallenriff Miyakojimas.
Im Sommer 1998 entstanden, anlässlich der Art Island Projects in Ryukyu, Skulpturen aus inseltypischem Gestein im Kulturdorf. Die eingeladenen Bildhauer überließen ihre Werke dem Kulturdorf als Gastgeschenk. Sie wurden im Park aufgestellt. Beteiligt waren Yasuhiko Sunagawa (Okinawa), Hidehiko Kawamura (Japan), Tung-Min Hu (Taiwan), Valentin Goderbauer (Deutschland) mit der Skulptur Trio und Holger Walter (Deutschland) mit der Skulptur Über Anwesenheit-Abwesenheit.
Gerhard Schröder stattete dem deutschen Kulturdorf in Ueno anlässlich des G8-Gipfels auf Okinawa (21.–23. Juli 2000) einen Besuch ab. Die Straße vom Flughafen zum Kulturdorf wurde nach ihm benannt.

## Verkehr
Tägliche Flugverbindungen vom Flughafen Miyako werden nach Tarama, Ishigaki, Naha, Kansai und Tokyo angeboten.
Schiffsverkehr besteht zu den bewohnten Inseln der Miyako-Inselgruppe.
Mietwagen sind erhältlich.

### Sekundärwerke
- Jakob Anderhandt: "Rühmenswertes Benehmen" und "Sed Contra", in: Eduard Hernsheim, die Südsee und viel Geld: Biographie, MV-Wissenschaft, Münster 2012, Band 1, S. 39–53.

## Einzelbelege
1. 1 2  指定離島・指定離島一覧. (PDF) In: pref.okinawa.jp 離島関係資料（平成28年1月. 沖縄県企画部地域・離島課 („Referat für Land und Inseln, Planungsabteilung, Präfektur Okinawa“), Januar 2016, S. 1, archiviert vom Original (nicht mehr online verfügbar) am 27. August 2019; abgerufen am 2. August 2016 (japanisch).  Info: Der Archivlink wurde automatisch eingesetzt und noch nicht geprüft. Bitte prüfe Original- und Archivlink gemäß Anleitung und entferne dann diesen Hinweis.
2. ↑  amtliche topografische Karte
3. ↑  vgl. ecojesuit.com: A report from Miyako Island: What is happening on the small islands of Okinawa? (Sakaguchi Seiko, Pastor of Miyakojima Church, United Church of Christ in Japan) - 30. Juni 2019
4. ↑  militaryleak.com: Japan Self Defense Force Deploys Type 12 and Type 03 Missile Launchers to Miyakojima - 21. November 2021
5. ↑  meta-defense.fr: Le déploiement d'une batterie Patriot PAC-3 sur l'ile japonaise de Miyako-Jima enrage Pékin - 13. November 2023
6. ↑  Der Untergang des deutschen Schooners „R.J. Robertson“ und die Rettung der Schiffbrüchigen auf der Insel „Typinsan“: (Nach dem Tagebuche des Kapitäns Ed. Hernsheim). Zweite Auflage. Leipzig: Verlag v. Friedr. Thiel, 1881, S. 9–13.
7. ↑  Der Untergang des deutschen Schooners „R.J. Robertson“ …, S. 36 und 51 f. Die Loochow-Inseln sind heute Teil der Ryukyu-Gruppe.
8. ↑  Katalog: Art Island Projects in Ryukyu 1998, Miyako, Okinawa, Taiwan, S. 7–11.